# Хес, Клаус
Клаус Герт Хес (нем. Claus Gert Heß; 23 июня 1933, Дюссельдорф, Рейнская провинция — 2 апреля 2018) — немецкий гребец, выступавший за сборную ФРГ по академической гребле в 1950-х годах. Чемпион Европы, победитель многих регат национального значения, участник летних Олимпийских игр в Мельбурне. Также известен как спортивный функционер, вице-президент Международной федерации гребного спорта.

## Биография
Клаус Хес родился 23 июня 1933 года в Дюссельдорфе, Германия. Заниматься академической греблей начал ещё во время обучения в школе в 1947 году, присоединившись к местному гребному клубу «Германия Дюссельдорф 1904».
Начиная с 1952 года регулярно принимал участие в различных соревнованиях национального уровня, становился чемпионом Германии в распашных безрульных четвёрках лёгкого веса, а к середине 1950-х годов вместе с напарником Хельмутом Зауэрмильхом выбился в лидеры страны в безрульных двойках — в этой дисциплине дважды выигрывал германское национальное первенство.
Благодаря череде удачных выступлений Хес вошёл в состав Объединённой германской команды и удостоился права защищать честь страны на летних Олимпийских играх 1956 года в Мельбурне. Совместно с Хельмутом Зауэрмильхом участвовал здесь в заездах безрульных двоек, но сумел дойти только до стадии полуфиналов.
После мельбурнской Олимпиады Клаус Хес остался в составе западногерманской национальной сборной и продолжил принимать участие в крупнейших международных регатах. Так, в 1959 году он стал чемпионом ФРГ в рулевых четвёрках и побывал на чемпионате Европы в Маконе, откуда тоже привёз награду золотого достоинства, полученную в данной дисциплине совместно с такими гребцами как Клаус Вегнер, Герд Цинтль, Хорст Эфферц и рулевым Михаэлем Обстом.
В 1960 году на чемпионате Западной Германии выиграл серебряную медаль в восьмёрках и бронзовую медаль в безрульных четвёрках, в том же году был удостоен высшей спортивной награды страны «Серебряный лавровый лист».
Ещё будучи действующим спортсменом получил высшее экономическое образование, обучался сначала в Кёльнском университете, а затем окончил Вюрцбургский университет. Завершив спортивную карьеру, перешёл на административную работу: в период 1966—1983 годов занимал должность президента Западногерманской гребной ассоциации, в 1979—1993 годах находился на посту вице-президента Международной федерации гребного спорта. В 1974—1993 годах также являлся вице-президентом Национального олимпийского комитета Германии, в качестве менеджера западногерманской сборной принимал участие в Олимпийских играх 1988 и 1992 годов. В 1995 году за свои заслуги перед олимпийским движением был награждён Олимпийским орденом в серебре. Впоследствии в течение многих лет имел статус почётного президента Немецкой гребной ассоциации.
Был женат на Хельге Шёлль, имел двоих сыновей, родившихся в 1958 и 1966 годах.
Умер 2 апреля 2018 года в возрасте 84 лет.